# 梁許春菊
梁許春菊（1918年3月18日—1997年5月26日），台灣教師、政治人物，澎湖白沙瓦硐村人。出生於日治台灣澎湖廳（今澎湖縣）。曾任臺灣省臨時省議會第一、二、三屆議員，後代表中國國民黨在台南縣選區當選為第二、三、四屆台灣省議員及第一屆增補選立法委員。

## 早年生平
梁許春菊出生於澎湖，父親許令咸是土木建築包商。自幼隨父許令咸遷居媽宮（今馬公市）。自澎湖公學校畢業後，遠赴臺南就讀臺南第二高等女子學校（今國立臺南女中）。在中學畢業前夕，梁許議員受到學校莊無嫌老師的鼓勵，投考日本奈良女子高等師範學校。
畢業後，返回臺南第二高等女子學校任教，教數學、物理、化學。在教書時發現日人同事薪水多六成，心中難以平衡，在2年後離職。

## 滿洲時期
在離開教職後，通過高二同學梁金菊的介紹，昭和十五年（1940年）4月6日與梁金菊自滿洲國回臺相親的哥哥梁炳元結婚。婚後梁許春菊與梁炳元前往滿洲國奉天，當時梁炳元正在攻讀滿洲醫科大學的博士學位。在梁炳元拿到博士學位後，梁許春菊與丈夫到他叔父梁宰在撫順開設的天生醫院工作。:73-74
1945年日本投降，蘇聯入侵滿州。梁許春菊一度差點遭到蘇聯軍不軌，當時有位負傷的日本人遭蘇聯兵射擊，送到她丈夫的醫院。梁許春菊出來幫忙時被蘇聯士兵發現，當梁許春菊躲進地下室時蘇聯士兵威脅若她不出來她的丈夫將有生命危險，最後梁許春菊表示要請蘇聯兵用飯時，「還好最後那士兵受了感動良心發現，唱了一首Home Sweet Home，就放棄他的惡念，兩手空空地走了。」最後她將臉塗黑、將頭髮剔成男生頭以避禍。梁許春菊的丈夫也因遭到國軍惡行而決定返臺，由撫順到瀋陽，借住張登財開設的醫院，加入臺灣人的難民隊伍，在聯合國善後救濟總署的協助下先後抵達山海關、天津，在天津候船一段時日，坐船回到臺灣。:73-74

## 戰後與政途
回臺後，梁許春菊的公公梁道醫師因當過日治時期的新化街長，遂被任命為新化初中（今新化國中）校長，當時師資不足，於是請媳婦擔任數學與化學老師，離職後，梁許春菊加入臺南縣婦女會，擔任理事長、省婦女會常務理事。
民國三十九年（1950年）12月，梁許春菊加入中國國民黨，於革命實踐研究院第十九期結業。1951年，梁許春菊當選臨時省議會議員。日後又當選一、二、三、四屆省議員。任內熱心服務民眾，只要寫信貼上1元郵票求助，莫不幫忙解決，因之有「一元議員」之美談。省議會改為直選後，一共連任6屆18年的省議員，被視為黃朝琴派。
1969年，國民政府舉行遷臺後首屆立委增額選舉，梁許春菊在國民黨部的勸導下，投入選舉。梁許春菊於台灣省第二選區（彰化縣以南及澎湖、臺東、花蓮三縣）參選第一屆立法委員。當選後成為終身職立委。
在立委期間，為了加強法學素養，前往日本就讀東洋大學法律研究所，於1974年得到碩士學位。
民國八十年（1991年）中央民意代表退職條例通過，結束萬年國會。梁許春菊結束其22年的立法委員生涯。

## 家族
- 梁許春菊的哥哥許整景為京都帝國大學醫科畢業，曾於澎湖、高雄行醫，後遞補謝掙強出任國民大會代表。
- 梁許春菊的公公梁道為日治時期名醫，曾出任台南州新化街（今新化區）第一任街長。其故居在2015年2月獲掛牌為市立名人故居。[3]

## 其他
梁許春菊與丈夫梁炳元均是臺灣基督長老教會的長老，服務於新化教會。在得知仁德教會有聚會空間不敷使用的問題時，梁許春菊捐獻了仁德教會現址的土地供建堂之用。

## 外部連結
- 台灣省諮議會 梁許春菊 （页面存档备份，存于）
- 梁許春菊 （页面存档备份，存于） ，澎湖知識服務平台
- 服務立到的一元議員——清廉自持的梁許春菊 （页面存档备份，存于） ，南女風華一世紀